# NGC 4033
NGC 4033 este o galaxie eliptică situată în constelația Corbul. A fost descoperită în 31 decembrie 1785 de către William Herschel. Se află la o distanță de 21,48 de megaparseci de Pământ.